# Celia Imrie
Celia Diana Savile Imrie (* 15. července 1952 Guildford, Surrey, Anglie) je britská herečka, známá především rolemi v britské televizní produkci.

## Biografie
Narodila se roku 1952 v Guildfordu v Anglii jako dcera skotských radiologů z Glasgowa. Studovala herectví na Guildford School of Acting. S hercem Benjaminem Whitrowem, který zemřel v roce 2017, má jednoho syna, herce Anguse Imrie (* 1994). Společně se svým synem stanula před kamerou v roce 2007 pro seriál Kingdom. Dosud se podílela na více než 120 filmových a televizních projektech.
V roce 2018 byla uvedena do Academy of Motion Picture Arts and Sciences, která uděluje cenu Oscar.

## Filmografie (výběr)

### Film
| Year | Title                                           | Role                  | Notes      |
| ---- | ----------------------------------------------- | --------------------- | ---------- |
| 1973 | Assassin                                        |                       |            |
| 1974 | House of Whipcord                               | Barbara               |            |
| 1978 | Death on the Nile                               | Maid (uncredited)     |            |
| 1983 | The Wicked Lady                                 | Servant at Inn        |            |
| 1986 | Highlander                                      | Kate                  |            |
| 1992 | Blue Black Permanent                            | Barbara Thorburn      |            |
| 1994 | Mary Shelley's Frankenstein                     | Mrs. Moritz           |            |
| 1995 | A Midwinter's Tale                              | Fadge                 |            |
| 1997 | The Borrowers                                   | Homily Clock          |            |
| 1998 | Hilary and Jackie                               | Iris Du Pré           |            |
| 1998 | Hiccup (Short)                                  | Judy                  |            |
| 1999 | Star Wars: Episode I – The Phantom Menace       | Fighter Pilot Bravo 5 |            |
| 2001 | Bridget Jones's Diary                           | Una Alconbury         |            |
| 2001 | Lucky Break                                     | Amy Chamberlain       |            |
| 2001 | Revelation                                      | Harriet Martel        |            |
| 2002 | Prďoši                                          | Miss Rapier           |            |
| 2002 | Heartlands                                      | Sonja                 |            |
| 2003 | Calendar Girls                                  | Celia                 |            |
| 2003 | Out of Bounds                                   | Dr. Imogen Reed       |            |
| 2004 | Wimbledon                                       | Lydice Kenwood        |            |
| 2004 | Bridget Jones: The Edge of Reason               | Una Alconbury         |            |
| 2005 | Wah-Wah                                         | Lady Riva Hardwick    |            |
| 2005 | Imagine Me & You                                | Tessa                 |            |
| 2005 | Kouzelná chůva Nanny McPhee                     | Mrs Quickly           |            |
| 2007 | St Trinian's                                    | Matron                |            |
| 2009 | St. Trinian's II: The Legend of Fritton's Gold  | Matron                |            |
| 2010 | Poznáš muže svých snů                           | Enid Wicklow          |            |
| 2011 | The Best Exotic Marigold Hotel                  | Madge Hardcastle      |            |
| 2011 | My Angel                                        | The Librarian         |            |
| 2012 | Acts of Godfrey                                 | Helen McGann          |            |
| 2013 | The Love Punch                                  | Pen                   |            |
| 2014 | What We Did on Our Holiday                      | Agnes Chisolm         |            |
| 2014 | Nativity 3: Dude, Where's My Donkey?            | Mrs. Keen             |            |
| 2015 | The Second Best Exotic Marigold Hotel           | Madge Hardcastle      |            |
| 2015 | Molly Moon and the Incredible Book of Hypnotism | Edna the Cook         |            |
| 2016 | Year by the Sea                                 | Erikson               |            |
| 2016 | Absolutely Fabulous: The Movie                  | Claudia Bing          |            |
| 2016 | Dítě Bridget Jonesové                           | Una                   |            |
| 2017 | A Cure for Wellness                             | Victoria Watkins      |            |
| 2017 | Malevolent                                      | Mrs. Green            |            |
| 2017 | Monster Family                                  | Cheyenne              | Voice role |
| 2017 | Finding Your Feet                               | Bif                   |            |
| 2018 | Mamma Mia! Here We Go Again                     | Vice Chancellor       |            |
| 2018 | Nativity Rocks! This Ain’t No Silent Night      | Mrs. Keen             |            |

### Televize
| Year       | Title                                               | Role                        | Notes                                                               |
| ---------- | --------------------------------------------------- | --------------------------- | ------------------------------------------------------------------- |
| 1974       | Upstairs, Downstairs                                | Jenny                       | „If You Were the Only Girl in the World“. „Missing Believed Killed“ |
| 1979       | To the Manor Born                                   | Polly                       | „A Touch of Class“                                                  |
| 1980       | Shoestring                                          | Sheila Johnson              | „The Dangerous Game“                                                |
| 1980       | To the Manor Born                                   | Surgery Receptionist        | „Vive Le Sport“                                                     |
| 1981       | The Nightmare Man                                   | Fiona Patterson             |                                                                     |
| 1981       | 81 Take 2                                           |                             | TV Movie                                                            |
| 1982       | Else Queen                                          | Cloud Howe                  |                                                                     |
| 1983       | Bergerac                                            | Marianne                    |                                                                     |
| 1985– 1987 | Victoria Wood as Seen on TV                         | Various                     |                                                                     |
| 1988       | Taggart                                             | Helen Lomax                 | „Root of Evil“                                                      |
| 1988– 1989 | The New Statesman                                   | Hilary                      | „Alan B'Stard Closes Down the BBC“, „May the Best Man Win“          |
| 1989       | Murder by Moonlight                                 | Patsy Diehl                 | TV Movie                                                            |
| 1989       | Victoria Wood                                       | Carol                       | „We'd Quite Like to Apologise“                                      |
| 1989       | Victoria Wood                                       | Jackie                      | „Val De Ree (Ha Ha Ha Ha Ha)“                                       |
| 1989       | Victoria Wood                                       | Julia / Spoof TV Ad actress | „Staying In“                                                        |
| 1990       | Oranges Are Not the Only Fruit                      | Miss Jewsbury               |                                                                     |
| 1990       | The World of Eddie Weary                            | Birdie                      | TV Movie                                                            |
| 1990       | Old Flames                                          | Davina Wright / Hopjoy      |                                                                     |
| 1990       | 102 Boulevard Haussman                              | Mme Massis                  |                                                                     |
| 1991       | Lovejoy                                             | Lady Felicity Carey-Holden  | „The Italian Venus“                                                 |
| 1991       | The Darling Buds of May                             | Corinne Perigo              | „When the Green Woods Laugh (Parts 1 & 2)“                          |
| 1991       | All Good Things                                     | Rachel Bromley              |                                                                     |
| 1991       | Stay Lucky                                          | Julie Vernon                | „The Food of Love“                                                  |
| 1992       | Victoria Wood's All Day Breakfast                   |                             |                                                                     |
| 1992       | Van der Valk                                        | Marijke Dekker              | „Still Waters“                                                      |
| 1993       | Bonjour la Classe                                   | Mrs. Botney                 | „Red Card“                                                          |
| 1993       | The Riff Raff Element                               | Joanna Tundish              |                                                                     |
| 1993       | A Question of Guilt                                 | Sissy Malton                | TV Movie                                                            |
| 1994       | A Dark Adapted Eye                                  | Vera                        | TV Movie                                                            |
| 1994       | Pat and Margaret                                    | Claire                      |                                                                     |
| 1994       | Susan Nunsuch                                       | TV Movie                    |                                                                     |
| 1995– 2001 | Absolutely Fabulous                                 | Claudia Bing                | „Jealous“                                                           |
| 1995       | Casualty                                            | Elizabeth Clayton           | „Learning Curve“                                                    |
| 1995– 1996 | Blackhearts In Battersea                            | Duchess Of Battersea        |                                                                     |
| 1996       | The Writing on the Wall                             | Kirsty                      | TV Movie                                                            |
| 1997       | Hospital!                                           | Sister Muriel               | TV Movie                                                            |
| 1997       | Wokenwell                                           | June Bonney                 |                                                                     |
| 1997       | Into the Blue                                       | Nadine Cunningham           |                                                                     |
| 1997       | Tom Jones (román)                                   | Mrs. Miller                 |                                                                     |
| 1997       | Strašidlo cantervillské                             | Lucy Otis                   | TV Movie                                                            |
| 1997       | Mr. White Goes to Westminster                       | Victoria Madison            | TV Movie                                                            |
| 1998       | Duck Patrol                                         | Mrs. Calloway               | „River Rage“                                                        |
| 1998– 2000 | Dinnerladies                                        | Philippa                    |                                                                     |
| 1999       | Hetty Wainthropp Investigates                       | Nightclub owner             | TV Short                                                            |
| 1999       | Hilltop Hospital                                    | Surgeon Sally (voice)       |                                                                     |
| 1999       | A Christmas Carol                                   | Mrs. Bennett                | TV Movie                                                            |
| 2000       | Gormenghast                                         | Lady Gertrude               |                                                                     |
| 2000       | Dalziel and Pascoe                                  | Christina Chance            | „Above the Law“                                                     |
| 2000       | Victoria Wood With All The Trimmings                | Herself                     |                                                                     |
| 2001       | Love in a Cold Climate                              | Aunt Sadie                  |                                                                     |
| 2001       | Baddiel's Syndrome                                  | Ruth Proudhon               | „Inventions Now“                                                    |
| 2001       | Station Jim                                         | Miss Frazier                | TV Movie                                                            |
| 2001       | Midsomer Murders                                    | Louise August               | „Dark Autumn“                                                       |
| 2001       | Randall & Hopkirk                                   |                             | „Revenge of the Bog People“                                         |
| 2002       | Heartbeat                                           | Sylvia Langley              | „The Shoot“                                                         |
| 2002       | The Gathering Storm                                 | Violet Pearman              | TV Movie                                                            |
| 2002       | Sparkhouse                                          | Kate Lawton                 |                                                                     |
| 2002       | A Is for Acid                                       | Rose Henderson              | TV Movie                                                            |
| 2002       | Daniel Deronda                                      | Mrs. Meyrick                |                                                                     |
| 2002       | Doctor Zhivago                                      | Anna Gromyko                |                                                                     |
| 2003       | The Planman                                         | Gail Forrester              | TV Movie                                                            |
| 2003       | Still Game                                          | Mrs Begg                    | „Wummin'“                                                           |
| 2004       | Jonathan Creek                                      | Thelma Bailey               | „Gorgons Wood“                                                      |
| 2004       | Doc Martin                                          | Susan Brading               | „Going Bodmin“                                                      |
| 2004       | Agatha Christie's Marple                            | Madame Joilet               | „4.50 From Paddington“                                              |
| 2005       | Mr. Harvey Lights a Candle                          | Miss Davies                 | TV Movie                                                            |
| 2006       | Agatha Christie's Poirot                            | 'Aunt' Kathy Cloade         | „Taken at the Flood“                                                |
| 2006       | The Lavender List                                   | Mary Wilson                 | TV Movie                                                            |
| 2006       | Where the Heart Is                                  | Gaynor Whiteside            | „Walk of Faith“                                                     |
| 2007–2008  | After You've Gone                                   | Diana                       |                                                                     |
| 2007–2009  | Kingdom                                             | Gloria Millington           |                                                                     |
| 2009       | Cranford                                            | Lady Glenmire               | „Christmas Special“                                                 |
| 2010       | The Road to Coronation Street (jako Doris Speedová) | Doris Speedová              | TV Movie                                                            |
| 2011       | The Bleak Old Shop of Stuff                         | Miss Christmasham           |                                                                     |
| 2012       | Hacks                                               | Tabby                       | TV Movie)                                                           |
| 2012       | Titanic                                             | Grace Rushton               |                                                                     |
| 2012       | Lewis                                               | Michelle Marber             | The Soul of Genius                                                  |
| 2013       | Doctor Who                                          | Miss Kizlet                 | „The Bells of Saint John“                                           |
| 2013       | Love and Marriage                                   | Rowan Holdaway              |                                                                     |
| 2014       | Blandings                                           | Charlotte                   |                                                                     |
| 2014       | Our Zoo                                             | Lady Daphne Goodwin         |                                                                     |
| 2015       | Vicious                                             | Lillian Haverfield-Wickham  |                                                                     |
| 2016       | Legends of Tomorrow                                 | Mary Xavier                 |                                                                     |
| 2016–2022  | Better Things                                       | Phyllis                     |                                                                     |
| 2018       | Patrick Melrose                                     | Kettle                      |                                                                     |
| 2018       | Hang Ups                                            | Maggie Pitt                 |                                                                     |